# Hipogástrio
Hipogástrio é uma das nove divisões da anatomia de superfície da parede  abdominal.
Localiza-se abaixo da região umbilical e acima da região pélvica, na parte central inferior do  abdome.

## Outras regiões da parede do abdômen

Linhas superficiais da frente do tórax e abdômen.

- Hipocôndrio direito
- Hipocôndrio esquerdo
- Epigástrio
- Flanco direito
- Flanco esquerdo
- Mesogástrio
- Fossa ilíaca direita
- Fossa ilíaca esquerda